# World Series 1922
Le World Series 1921 sono state la 19ª edizione della serie di finale della Major League Baseball al meglio delle sette partite tra i campioni della National League (NL) 1922, i New York Giants e quelli della American League (AL), i New York Yankees. A vincere il loro terzo titolo furono i Giants per quattro gare a zero (con un pareggio).
La finale fu una riedizione di quella dell'anno precedente. Quello di gara 2 fu il terzo e ultimo pareggio nella storia delle World Series dopo quelli del 1907 e 1912. In seguito le regole non permisero più che una partita terminasse in situazione di parità.

## Sommario
I New York Giants hanno vinto la serie, 4-0.

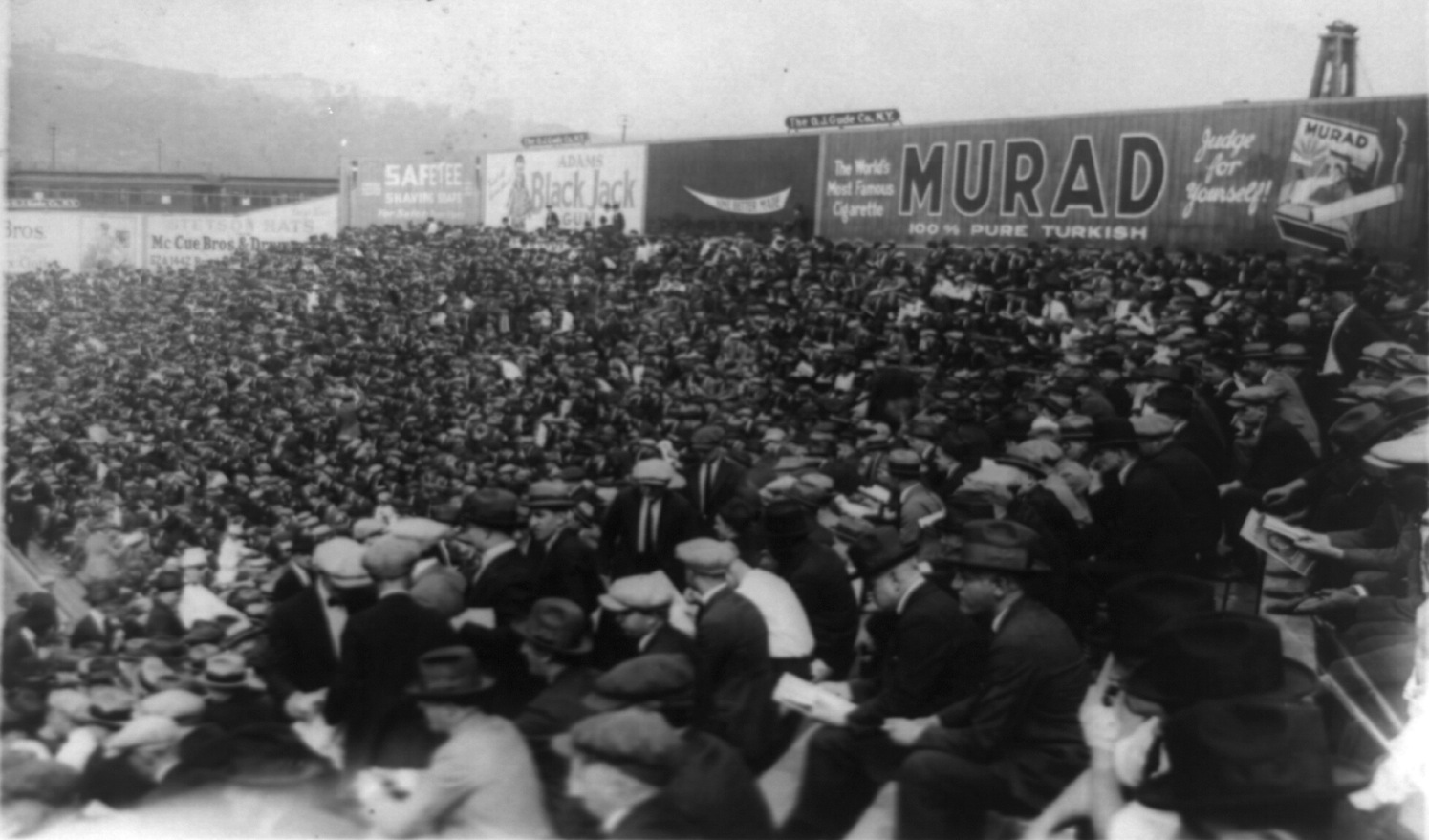
Il pubblico al Polo Grounds durante gara 1 il 4 ottobre

| Gara | Data      | Risultato                                             | Stadio       | Tempo | Pubblico |
| ---- | --------- | ----------------------------------------------------- | ------------ | ----- | -------- |
| 1    | 4 ottobre | New York Yankees – 2, New York Giants – 3             | Polo Grounds | 2:08  | 36.514   |
| 2    | 5 ottobre | New York Giants – 3, New York Yankees – 3 (10 inning) | Polo Grounds | 2:40  | 37.020   |
| 3    | 6 ottobre | New York Yankees – 0, New York Giants – 3             | Polo Grounds | 1:48  | 37.630   |
| 4    | 7 ottobre | New York Giants – 4, New York Yankees – 3             | Polo Grounds | 1:41  | 36.242   |
| 5    | 8 ottobre | New York Yankees – 3, New York Giants – 5             | Polo Grounds | 2:00  | 38.551   |

## Hall of Famer coinvolti
- Giants: John McGraw (man.), Dave Bancroft, Frankie Frisch, George Kelly, Casey Stengel‡, Ross Youngs
- Yankees: Miller Huggins (man.), Frank Baker, Babe Ruth, Waite Hoyt

‡ introdotto come manager